# Амброджо Лоренцетті
Амброджо Лоренцетті (*1290, Сієна — †1348, Сієна) — італійський художник, представник Сієнської школи.

## Життєпис
Народився у м. Сієна у 1290 році у родині, ймовірно, малярів. За прикладом батька та свого брата став навчатися на художника. Про його життя відомо замало. деякий час вивчав сієнську техніку. Згодом проходив навчання у школі Джотто, який значно вплинув на становлення Лоренцетті. Також він багато узяв від флорентійського скульптора Арнольфо ді Камбіо. Відомо що першу самостійну роботу було написано у 1319 році («Мадонна» у соборі Сан Анжело у Віко Л'Абате поблизу Флоренції). У 1320 році стає членом флорентійської гільдії художників. У 1320—1330-х роках Амброджо виконує замовлення для церков Флоренції. Лише у 1335 році переїздить до Сієни на запрошення її уряду. Тут він працює разом із П'єтро Лоренцетті над низкою замовлень. Втім на відміну від своїх попередників — Дуччо ді Буонінсенья та Сімоне Мартіні — не зумів створити власної школи. Помер Амброджо Лоренцетті у липні 1348 року під час епідемії моровиці.

## Творчість

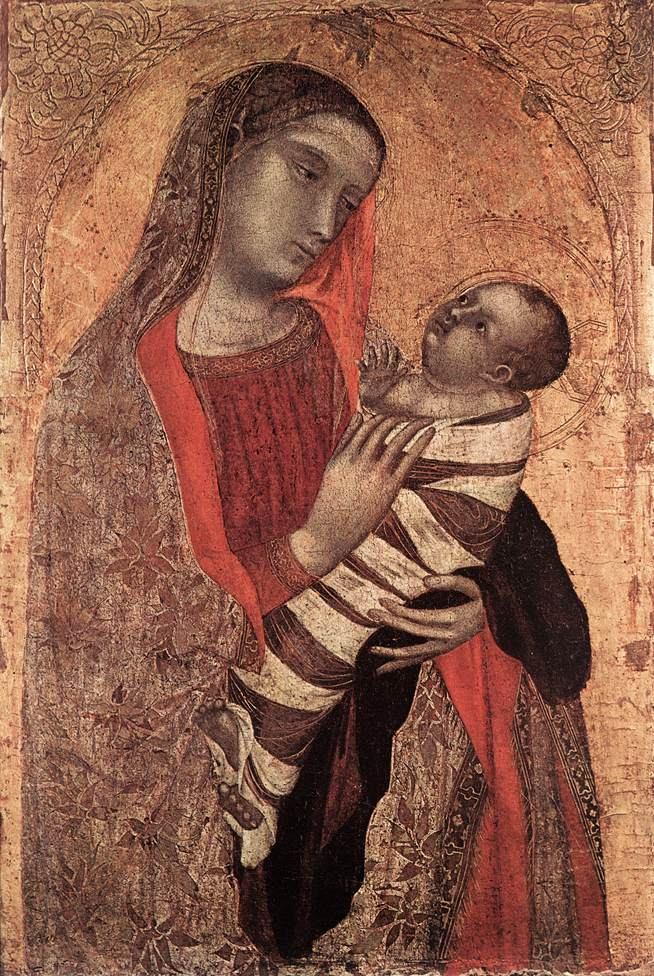
«Мадонна із немовлям» (1320), Мілан, Пінакотека Брера

Для його робіт характерний монументалізм, застосування елементів скульптурності. Присутня висока частка складної символіки, застосування алегорій, глибока людяність суб'єктів, представлення їх стосунків. Об'єднав елементи сієнської та флорентійської шкіл.
Перша відома робота — це «Мадонна» Віко Л'Абате, яка була написана у 1319 році. Особливість є написання численних варіацій на тему «Мадонна з немовлям» (наприклад, «Мадонна із немовлям» (1320), Мілан, Пінакотека Брера) на замовлення заможних флорентійських родин, орденів августинців, францисканців. У 1332 році пише значний триптих для церкви Святого Прокула у Флоренції.
У 1335 році разом із братом створює фрески для лікарні Санта Марія дела Скала. Найвизначнішим доробком Амброджо Лоренцетті є прикрашення фресками у 1337–1339 роках Зали Миру у Палаццо Публіко (Сієнській ратуші). Це 6 сцен, що зображують алегорії Доброго та Злого правління. Під час роботи Амброджо зміг вирішити проблему передачі тривимірного простору на площині.
Подальші роботи — це розпис різних церков у Сієні на замовлення уряду, а також впливових та заможних громадян.

## Родина
Дружина та три доньки. Ймовірно померли у 1348 році під час епідемії моровиці.